# Mos Def

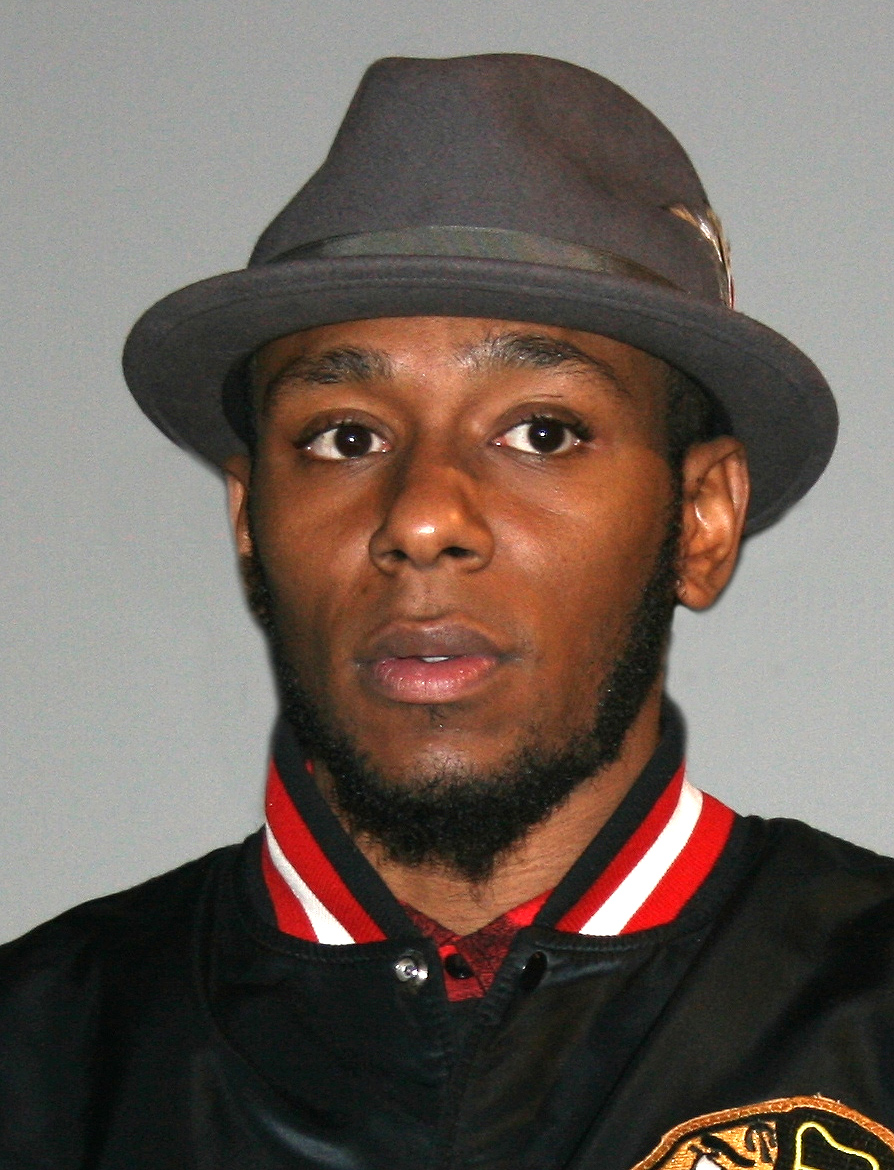
Mos Def (2008)

Mos Def (* 11. Dezember 1973 in Brooklyn, New York; eigentlich Dante Terrell Smith), auch bekannt als Mighty Mos Def, The Freaky Night Watchman, Boogie Man, Black Dante, Dante Beze, Pretty Flaco, Flaco Bey und seit 2012 als Yasiin Bey, ist ein US-amerikanischer Hip-Hop-Musiker und Schauspieler.

## Werdegang

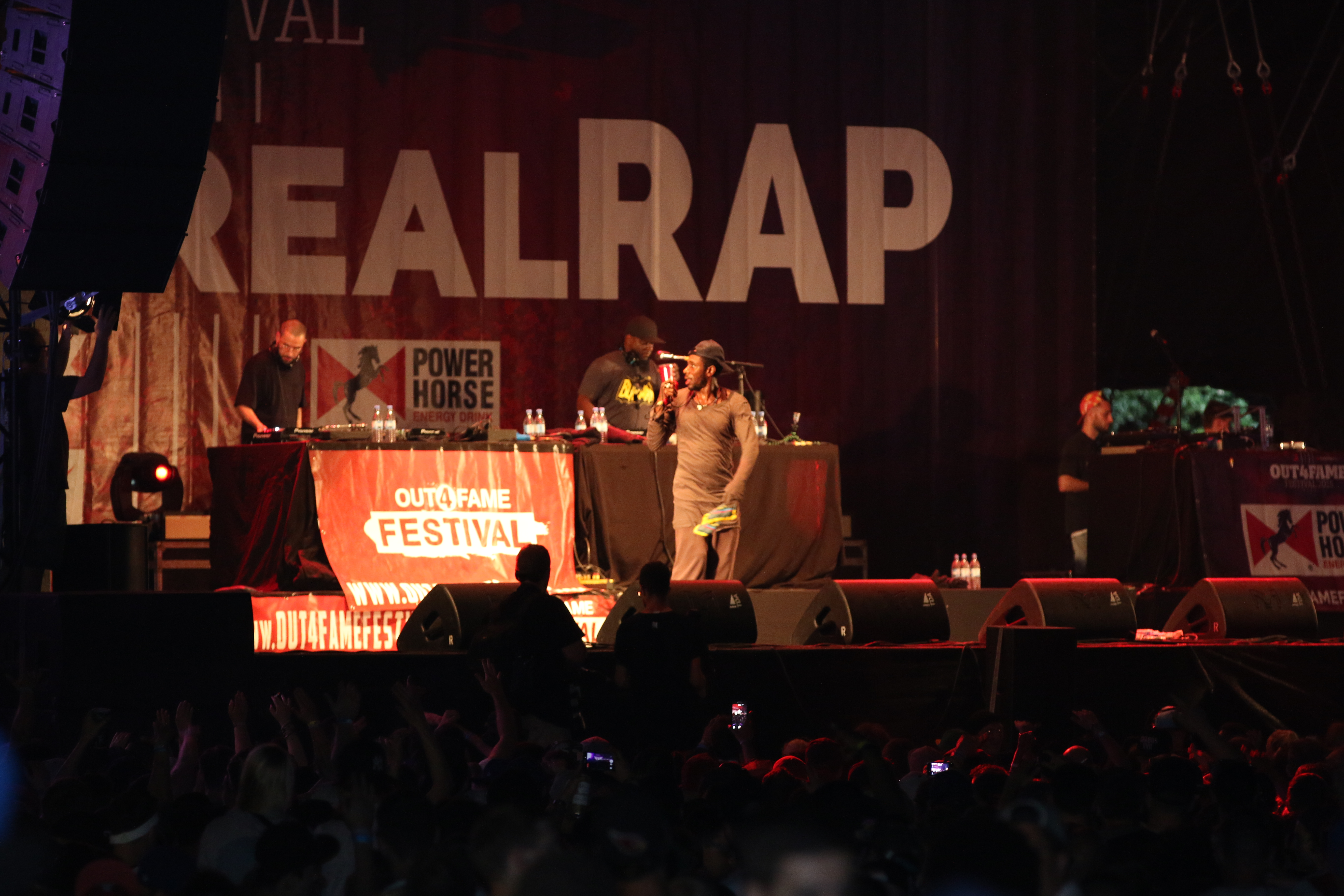
Mos Def beim Out4Fame-Festival 2015

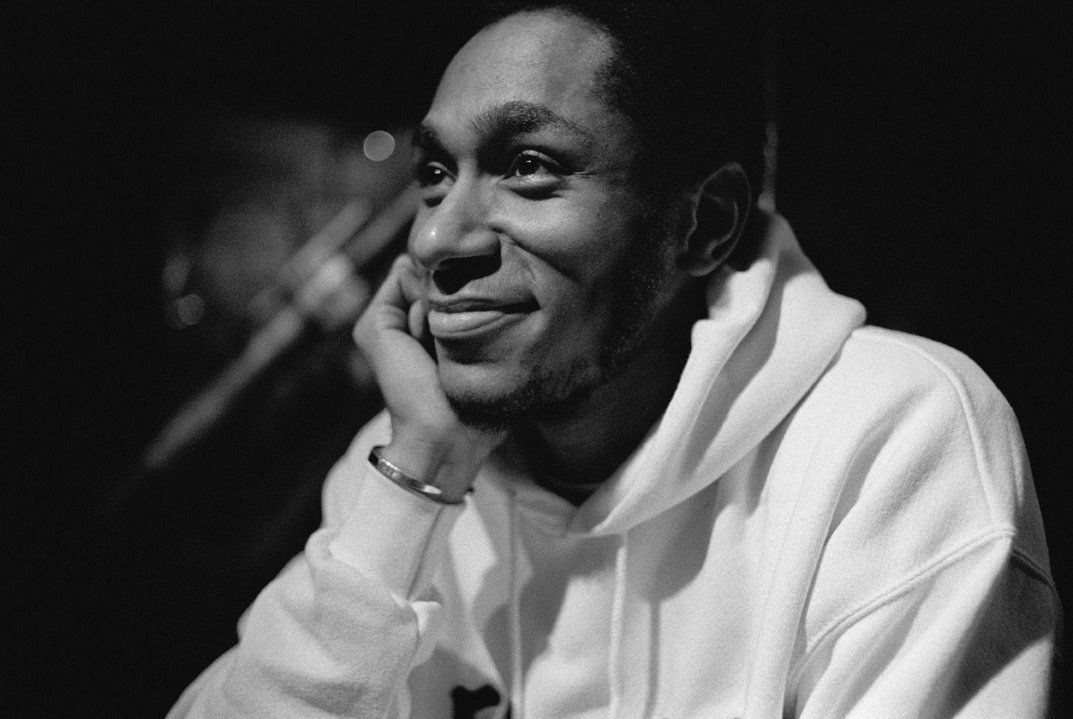
NYC Bowery Ballroom 1999

Seine erste Solo-Single The Universal Magnetic erschien 1997 auf Rawkus Records. Im darauffolgenden Jahr veröffentlichte er zusammen mit Talib Kweli als Gruppe Black Star das gleichnamige Album. Durch das große Talent der beiden wurden sie von einigen Kritikern als Nachfolger von A Tribe Called Quest gehandelt. 1999 veröffentlichte Mos Def dann nach einigen Beiträgen auf der Soundbombing 2 Compilation sein Debütalbum Black on Both Sides. Dabei arbeitete er mit Größen wie DJ Premier, Diamond D und Busta Rhymes zusammen.
Ab 2001 begann Mos Def sich vor allem seiner Schauspielkarriere zu widmen. So war er in Monster’s Ball zusammen mit Halle Berry, Billy Bob Thornton und Heath Ledger zu sehen, sowie in augenzwinkernd biografischer Weise in Brown Sugar (2002). 2005 war er als „Ford Prefect“ in der Verfilmung von Per Anhalter durch die Galaxis zu sehen. 2006 erschien er in 16 Blocks an der Seite von Bruce Willis. Mos Def war 2008 neben Jack Black in der Komödie Abgedreht zu sehen und im Film Cadillac Records spielte er Chuck Berry. Seine Rolle des Vivien Thomas in dem Film Ein Werk Gottes brachte ihm eine Emmy-Nominierung ein.
2004 erschien sein zweites Album The New Danger. Auf diesem Album verarbeitete Mos Def verschiedenste Einflüsse wie Rock und Soul und entfernte sich etwas von seinen Hip-Hop-Wurzeln.

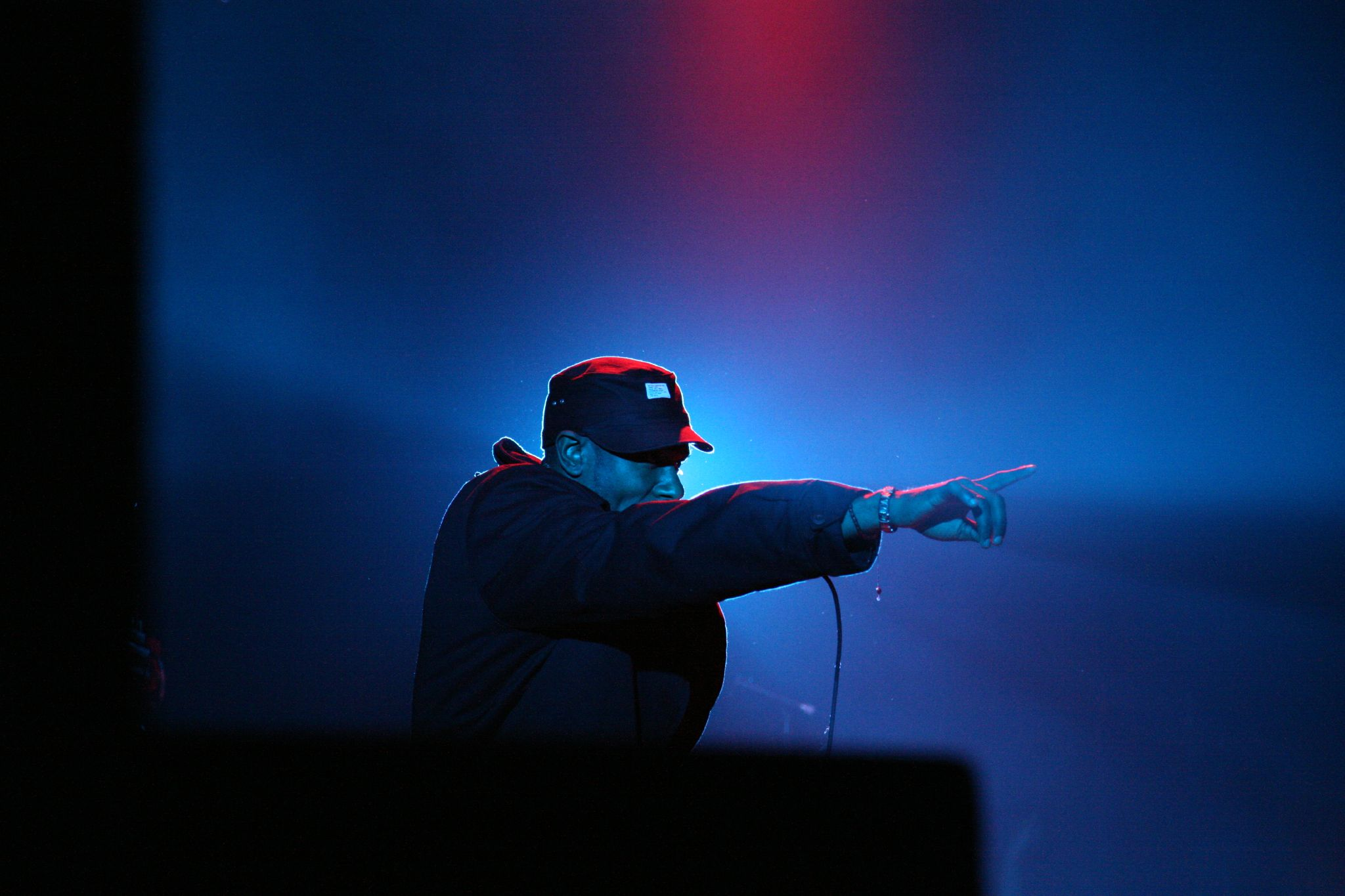
Mos Def bei einem Auftritt in Melbourne

Mos Def fiel überdies durch seine Bush-kritischen Texte auf. Er wurde auf den VMA in New York verhaftet, weil er ohne Erlaubnis auf der Straße vor der Radio City Music Hall mit dem Lied Katrina Clap aufgetreten war, in dem er Präsident Bushs langsames Handeln während der Katrina-Katastrophe kritisiert. Mos Defs Publizistin Carleen Donovan schildert: „Mos Def wollte keine Gesetze brechen. Sein einziges Ziel war es die Leute darauf hinzuweisen, dass die Opfer von Katrina immer noch auf die Hilfe der amerikanischen Bürger angewiesen sind. Obwohl das Ganze bereits mehrere Jahre zurück liegt.“ 
Im Oktober 2006 besuchte Mos Def im Rahmen einer Fernsehdokumentation das Armutsghetto Cidade de Deus im Westen Rio de Janeiros. Diese Favela wurde weltweit durch den Roman von Paulo Lins Die Stadt Gottes und die brasilianische Kinoverfilmung City of God bekannt. Er besuchte dort den brasilianischen Rapper MV Bill und schilderte das Leben, das durch Gewalt und sozioökonomische Probleme geprägt ist.
Im Oktober 2007 wechselte Mos Def zum Label Downtown Recordings.
Im September 2011 verkündete Mos Def, dass er ab 2012 seinen Namen in Yasiin Bey ändern werde.
Juli 2013 stellte er in einem drastischen Video für die Londoner Menschenrechtsorganisation „Reprieve“ (Begnadigung) des mehrfach ausgezeichneten Regisseurs Asif Kapadia die Zwangsernährung eines Guantanamo-Häftlings dar und wollte damit auf die Schicksale der Männer aufmerksam machen, die auf der US-amerikanischen Militärbasis Guantanamo Bay Naval Base an der Guantánamo-Bucht in Kuba seit über zehn Jahren ohne Anklage gefangen gehalten werden und sich solidarisch mit ihnen zeigen. Das Video wurde über die Webseite des Guardian publiziert und verbreitete sich über die sozialen Netzwerke millionenfach.

## Sonstiges
Mos Def konvertierte im Alter von 19 Jahren zum Islam. Bereits sein Vater war Mitglied der Nation of Islam, da er jedoch bei seiner Mutter aufwuchs, kam er erst im Alter von 13 Jahren mit dieser Religion in Kontakt. Mos Def ist mit den ebenfalls muslimischen Rappern Ali Shaheed Muhammad und Q-Tip befreundet. 1996 heiratete er Maria Yepes. Nach der Geburt von zwei Töchtern, Chandani und Jauhara Smith, trennte sich das Paar 2005. Im Januar 2008 wurde die Ehe endgültig geschieden.
Am 15. Mai 2014 sollte Mos Def als Auftakt einer Tournee durch die USA auf dem „Together Boston Music Festival“ auftreten. Aufgrund von nicht näher erläuterten „Einreise- und Rechts-Problemen“ sagte der seit Mai 2013 in Kapstadt lebende Künstler die Auftritte in den USA ab.

## Diskografie

### Studioalben
| Jahr | Titel               | Höchstplatzierung, Gesamtwochen, AuszeichnungChartplatzierungen (Jahr, Titel, Platzierungen, Wochen, Auszeichnungen, Anmerkungen) | Höchstplatzierung, Gesamtwochen, AuszeichnungChartplatzierungen (Jahr, Titel, Platzierungen, Wochen, Auszeichnungen, Anmerkungen) | Höchstplatzierung, Gesamtwochen, AuszeichnungChartplatzierungen (Jahr, Titel, Platzierungen, Wochen, Auszeichnungen, Anmerkungen) | Anmerkungen                             |
| Jahr | Titel               | CH | UK | US | Anmerkungen                             |
| ---- | ------------------- | --- | --- | --- | --------------------------------------- |
| 1999 | Black on Both Sides | — | UK— SilberUK | US25 Gold · (16 Wo.)US | Erstveröffentlichung: 12. Oktober 1999  |
| 2004 | The New Danger      | CH50 (5 Wo.)CH | UK56 (2 Wo.)UK | US5 Gold · (13 Wo.)US | Erstveröffentlichung: 12. Oktober 2004  |
| 2006 | True Magic          | — | — | US77 (5 Wo.)US | Erstveröffentlichung: 29. Dezember 2006 |
| 2009 | The Ecstatic        | CH90 (1 Wo.)CH | — | US9 (11 Wo.)US | Erstveröffentlichung: 9. Juni 2009      |

### Kollaboalben
| Jahr | Titel      | Höchstplatzierung, Gesamtwochen, AuszeichnungChartsChartplatzierungen (Jahr, Titel, Platzierungen, Wochen, Auszeichnungen, Anmerkungen) | Anmerkungen                                                             |
| Jahr | Titel      | US | Anmerkungen                                                             |
| ---- | ---------- | --- | ----------------------------------------------------------------------- |
| 1998 | Black Star | US53 (5 Wo.)US | Erstveröffentlichung: 29. September 1998 mit Talib Kweli als Black Star |

Weitere Kollaboalben
- 2004: Manifest Destiny (mit UTD)
- 2016: December 99th (mit Ferrari Sheppard als Dec 99th)
- 2022: No Fear of Time (mit Talib Kweli als Black Star)

Kompilationen
- 2002: We Are Hip-Hop: Me, You, Everybody
- 2007: Mos Definite
- 2008: We Are Hip-Hop: Me, You, Everybody, Pt. 2
- 2008: Audio 3

### Singles
| Jahr | Titel Album                        | Höchstplatzierung, Gesamtwochen, AuszeichnungChartplatzierungen (Jahr, Titel, Album, Platzierungen, Wochen, Auszeichnungen, Anmerkungen) | Höchstplatzierung, Gesamtwochen, AuszeichnungChartplatzierungen (Jahr, Titel, Album, Platzierungen, Wochen, Auszeichnungen, Anmerkungen) | Höchstplatzierung, Gesamtwochen, AuszeichnungChartplatzierungen (Jahr, Titel, Album, Platzierungen, Wochen, Auszeichnungen, Anmerkungen) | Höchstplatzierung, Gesamtwochen, AuszeichnungChartplatzierungen (Jahr, Titel, Album, Platzierungen, Wochen, Auszeichnungen, Anmerkungen) | Höchstplatzierung, Gesamtwochen, AuszeichnungChartplatzierungen (Jahr, Titel, Album, Platzierungen, Wochen, Auszeichnungen, Anmerkungen) | Anmerkungen                                                                |
| Jahr | Titel Album                        | DE | AT | CH | UK | US | Anmerkungen                                                                |
| --- | ---------------------------------- | --- | --- | --- | --- | --- | -------------------------------------------------------------------------- |
| 2001 | Definition Black Star              | — | — | — | — | US60 (10 Wo.)US | Erstveröffentlichung: 26. August 1998 mit Talib Kweli als „Black Star“     |
| 1999 | Ms. Fat Booty Black on Both Sides  | — | — | — | UK85 (3 Wo.)UK | — | Erstveröffentlichung: 2. August 1999                                       |
| 2000 | Umi Says Black on Both Sides       | — | — | — | UK60 (2 Wo.)UK | — | Erstveröffentlichung: 2000                                                 |
| 2000 | Ms. Fat Booty II Lyricist Lounge 2 | — | — | — | UK64 Silber · (1 Wo.)UK | — | Erstveröffentlichung: 2000 feat. Ghostface Killah                          |
| 2000 | Oh No Lyricist Lounge 2            | — | — | — | UK24 (4 Wo.)UK | US83 (12 Wo.)US | Erstveröffentlichung: November 2000 feat. Pharoahe Monch und Nate Dogg     |
| 2010 | Stylo Plastic Beach                | DE63 (8 Wo.)DE | AT40 (8 Wo.)AT | CH56 (7 Wo.)CH | — | — | Erstveröffentlichung: 26. Januar 200 Gorillaz feat. Bobby Womack & Mos Def |
| Folgende Lieder erschienen nicht als Single, wurden aber durch das Album zum Download und Streaming bereitgestellt und konnten somit eine Platzierung erlangen: |                                    | | | | | |                                                                            |
| |                                    | | | | | |                                                                            |
| 2018 | Kids See Ghosts                    | — | — | — | — | US73 Gold · (1 Wo.)US | Kids See Ghosts feat. Yasiin Bey Verkäufe: + 500.000                       |

## Filmografie

### Filme
- 1988: Der Schrei nach Liebe (God Bless the Child)
- 1991: Auf die harte Tour (The Hard Way)
- 1997: Ghosts
- 1998: Jagd auf Marlowe (Where’s Marlow?)
- 1999: The Best Man – Hochzeit mit Hindernissen (The Best Man)
- 2000: Island of the Dead
- 2000: It’s Showtime (Bamboozled)
- 2001: Carmen: A Hip Hopera
- 2001: Monster’s Ball
- 2002: Showtime
- 2002: Civil Brand – Zeichen der Gewalt (Civil Brand)
- 2002: Brown Sugar
- 2003: The Italian Job – Jagd auf Millionen (The Italian Job)
- 2004: The Woodsman
- 2004: Ein Werk Gottes (Something The Lord Made)
- 2005: Lackawanna Blues
- 2005: Per Anhalter durch die Galaxis (The Hitchhiker’s Guide to the Galaxy)
- 2006: 16 Blocks
- 2006: Am Rande der Nacht (Journey to the End of the Night)
- 2006: Block Party
- 2007: Stringbean and Marcus
- 2007: Toussaint
- 2008: Abgedreht (Be Kind Rewind)
- 2008: Cadillac Records
- 2009: Lieferung mit Hindernissen – Killer frei Haus (Next Day Air)
- 2010: I’m Still Here
- 2013: Can a Song Save Your Life?
- 2013: Life of Crime

### TV-Serien
- 1990: You Take the Kids
- 1994: Detektiv Hanks (The Cosby Mysteries)
- 2003, 2004, 2006: Chappelle’s Show
- 2002: What’s Up, Dad? (My Wife and Kids)
- 2009: Dr. House (Folge 5x19)
- 2011: Dexter (Staffel 6)[12]